# Hohensyburg
Die Hohensyburg, auch Syburg genannt, ist die Ruine einer Höhenburg auf dem rund 245 m ü. NN hohen Syberg oberhalb des Zusammenflusses von Ruhr und Lenne in den künstlich angelegten Hengsteysee im südlichen Dortmunder Stadtteil Syburg. Die Hohensyburg ist ein beliebtes Ausflugsziel. Zu weiteren Sehenswürdigkeiten zählen der Vincketurm, das Kriegerdenkmal und das Kaiser-Wilhelm-Denkmal. In der Nähe befinden sich seit 1952 die Naturbühne Hohensyburg und seit 1985 zusätzlich die Spielbank Hohensyburg. Die Umgebung ist als Naturschutzgebiet Ruhrsteilhänge Hohensyburg ausgewiesen und geschützt. Der Syburger Bergbauweg erschließt Relikte neuzeitlichen Bergbaus. Die Burg ist als Bodendenkmal in die Denkmalliste der Stadt Dortmund eingetragen.

## Ursprünge
Steinzeitliche Funde belegen die frühe Anwesenheit des Menschen im Syburger Raum. Erste Siedlungsspuren führen in die Bronzezeit um etwa 700 v. Chr. Die erste urkundliche Nennung datiert aus dem Jahr 775, als laut den Lorscher Annalen das Heer Karls des Großen die sächsische Syburg eroberte und diese als Verteidigungsanlage gegen die Sachsen nutzte. Die dort siedelnden Falen waren eine (westliche) sächsische Stammesgruppe. Die Hohensyburg bekam auch eine wichtige Funktion für die Christianisierung der Sachsen. Die Burgbesatzung und Widukind wurden von Karl dem Großen vertrieben. Laut einer Legende soll ihm ein Wunder geholfen haben, die Burg zu erobern.
Im folgenden Jahr belagerten die Sachsen die nunmehr fränkische Burg. Die Burgbesatzung konnte die Belagerer jedoch durch einen Ausfall überraschen und die flüchtenden Sachsen bis zur Lippe verfolgen. Das fränkische Heer drängte die sächsischen Truppen weiter bis zur Aller zurück, wo es zum Blutgericht von Verden kam.

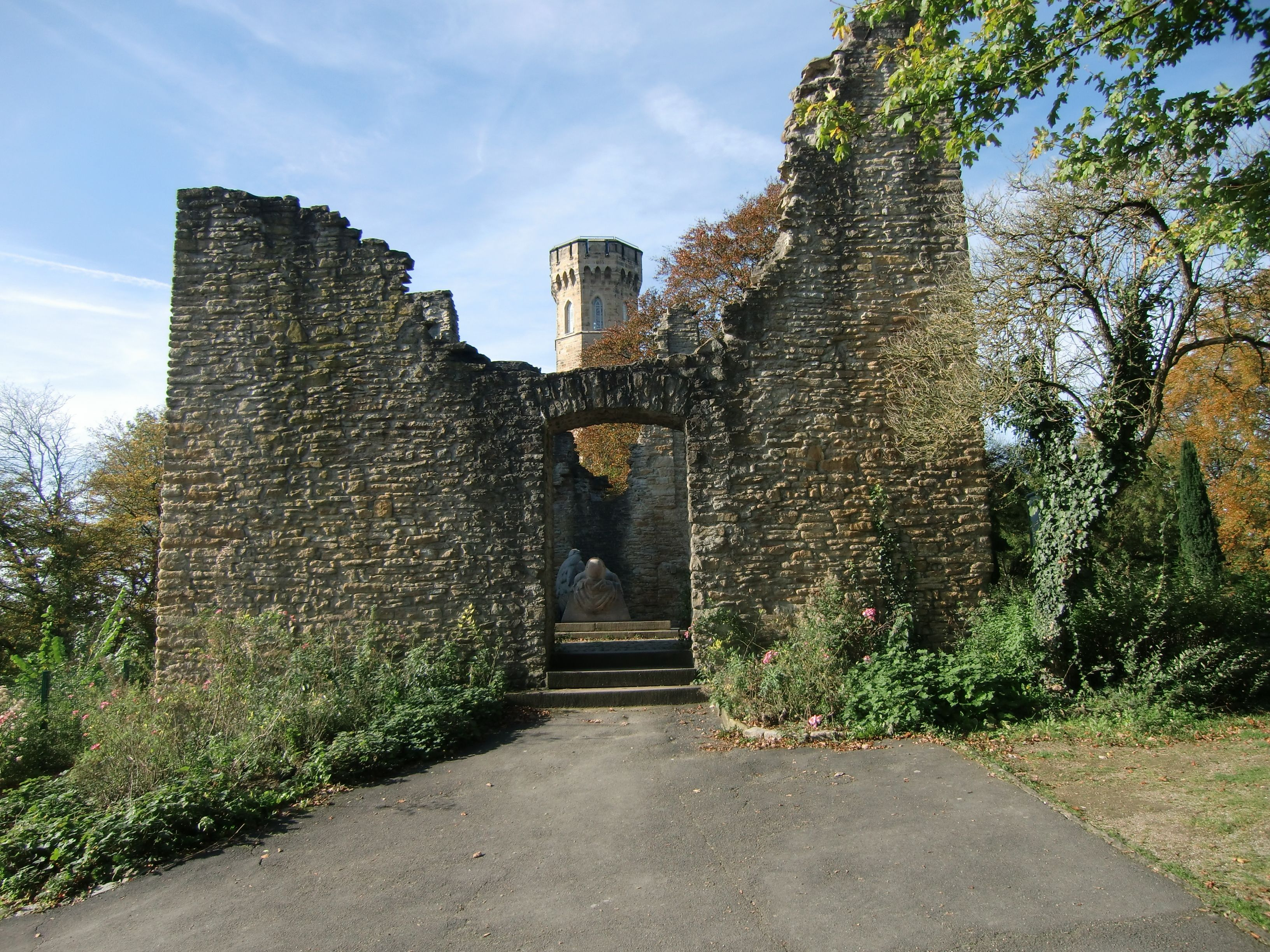
Ruine der steinernen Syburg (Hohensyburg)

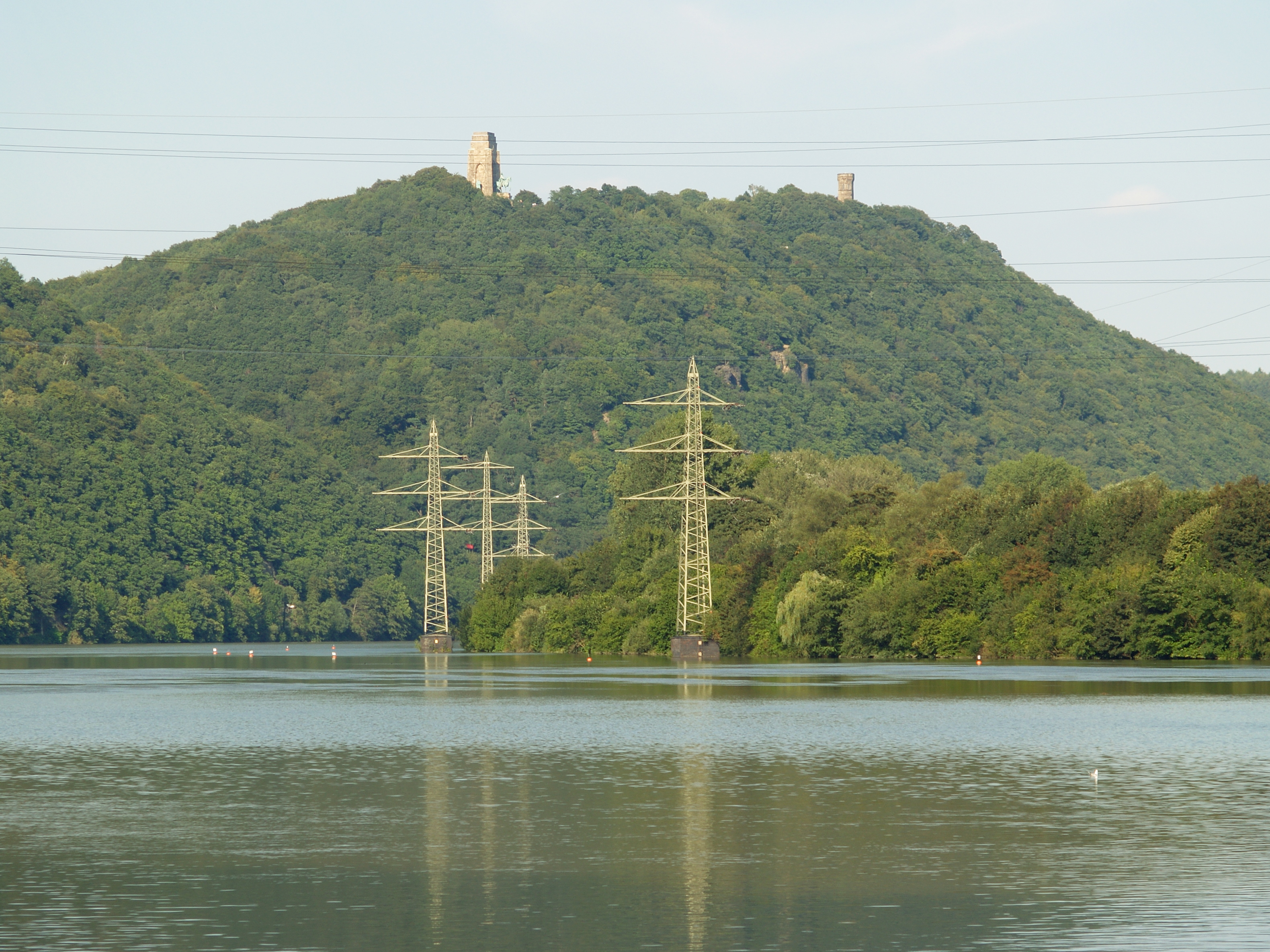
Die Hohensyburg auf dem Syberg über der Ruhr

Insgesamt befinden sich Überreste von drei Burgen auf dem Berg. Der Bau der steinernen Syburg (Hohensyburg) wird auf 1150 datiert. Sie ist eine Höhenburg der Kölner Erzbischöfe und steht im Zusammenhang mit dem Landesausbau im 12. Jahrhundert. 1235 wurden die Herren von Syberg als kölnische Ministerialen erstmals erwähnt. Die beiden anderen Burgen sollen im frühen Mittelalter entstanden sein. Eine Kirche soll im Auftrag Karls des Großen erbaut und von Papst Leo III. 799 geweiht worden sein. Außerdem soll Leo III. den Petersbrunnen geweiht haben, der bald als Wallfahrtsstätte diente.

## Die steinerne Hohensyburg

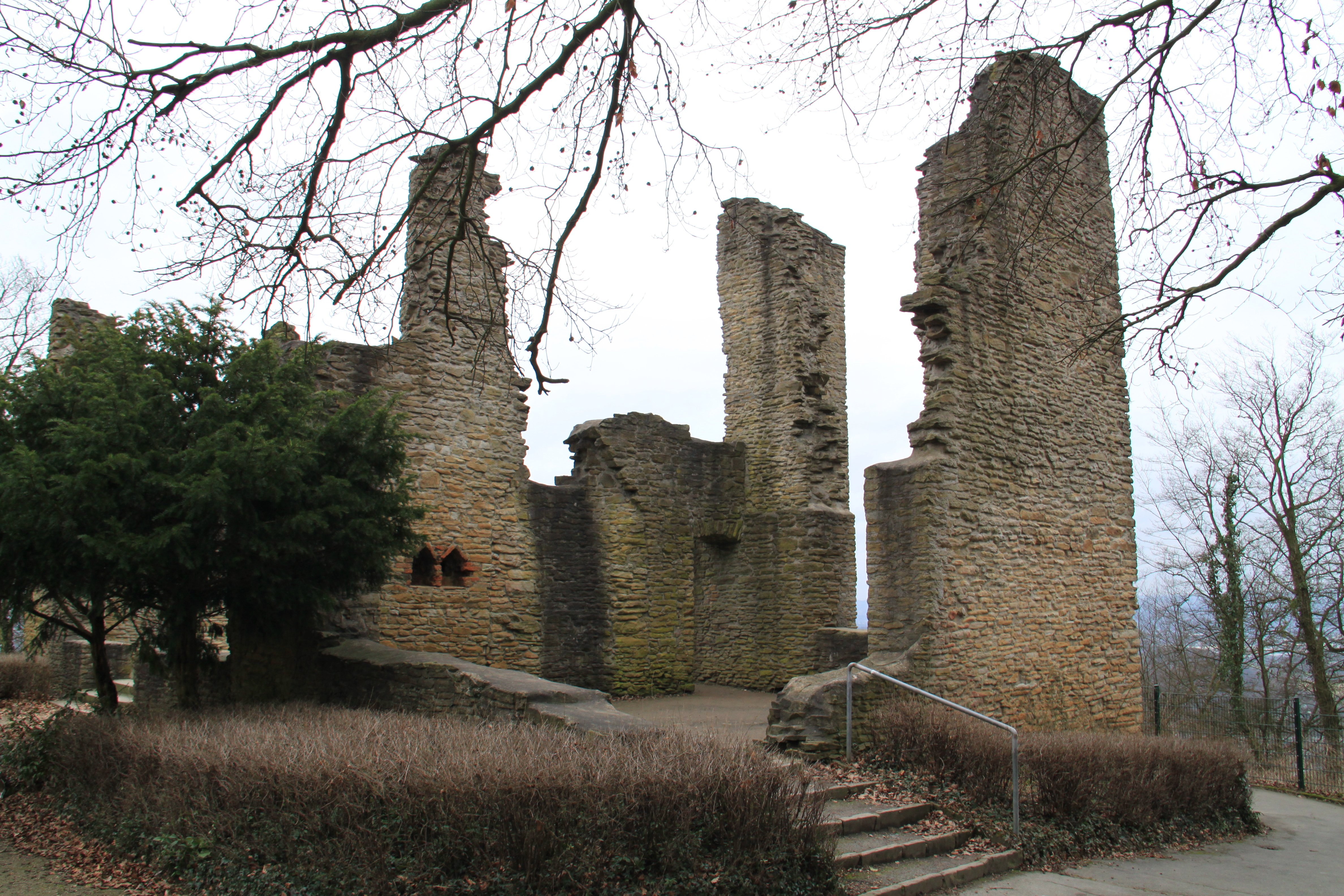
Teil der Ruine Hohensyburg, 2012

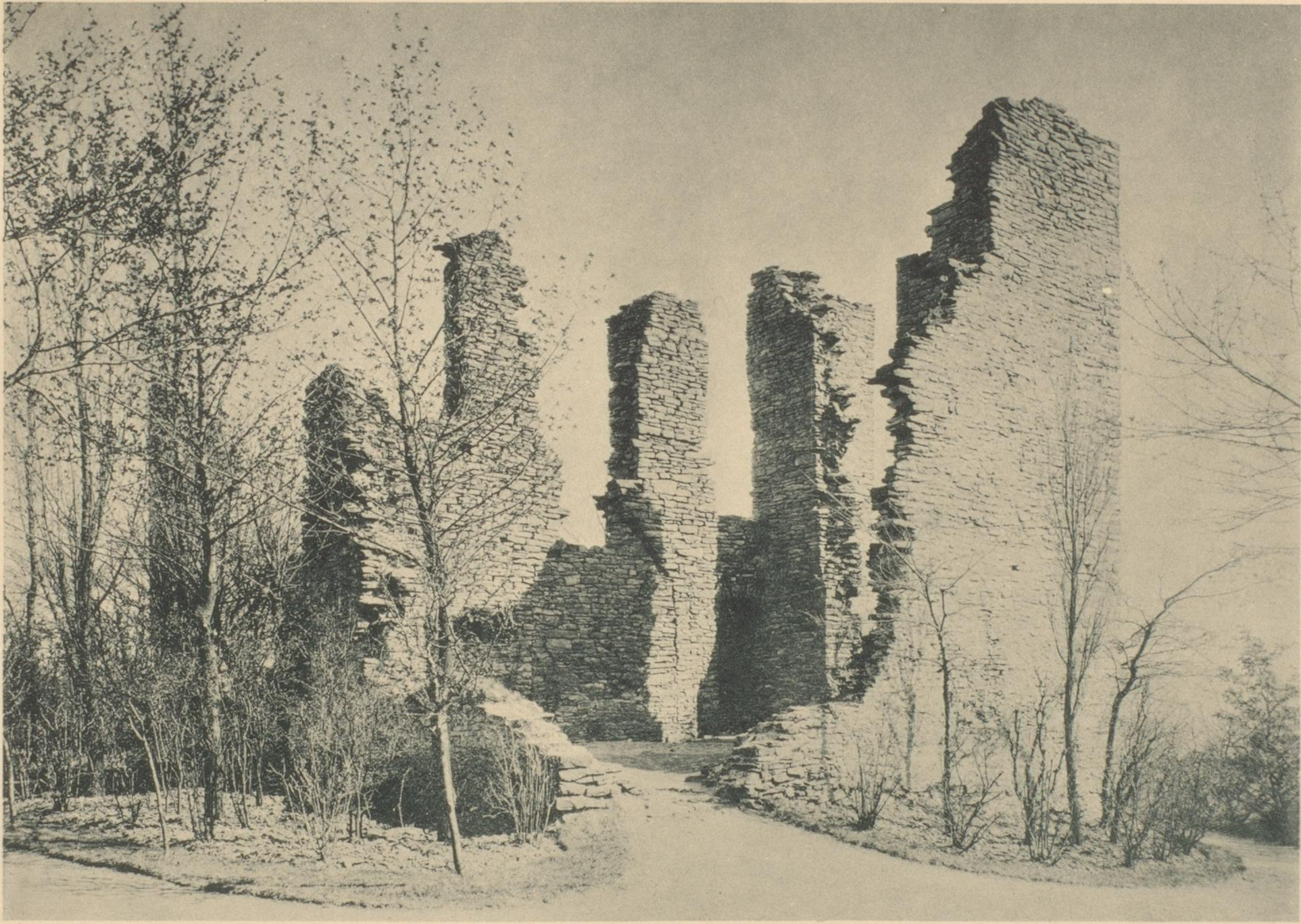
Die Ruine der Syburg um 1890.

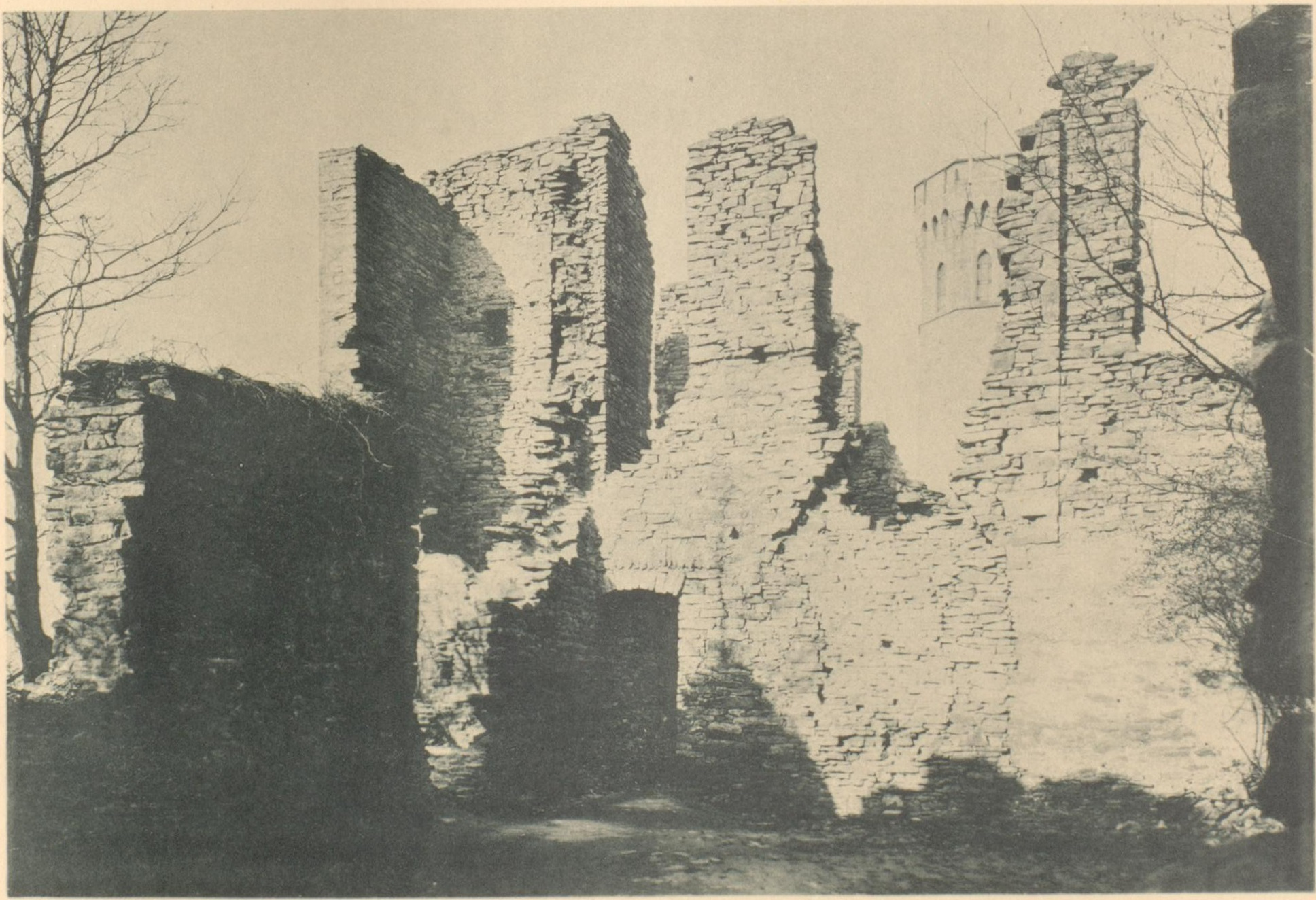
Die Ruine der Syburg um 1890.

Der Bau der steinernen Syburg (Hohensyburg) wird auf 1150 datiert. Sie ist eine Höhenburg der Kölner Erzbischöfe und steht im Zusammenhang mit dem Landesausbau im 12. Jahrhundert. 1235 werden die Herren von Syberg als kölnische Ministerialen erstmals erwähnt.
Nach der Teilzerstörung 1287 durch Graf Eberhard von der Mark zog sich die Familie auf ihren Besitz Haus Busch in der Grafschaft Limburg zurück. Im Jahre 1300 gingen Reichshof Westhofen und mit ihm die Burg in die Lehnsherrschaft der Grafen von der Mark über. 1496 wurde Gerd Spee von Herzog Johann von der Mark zum Burggrafen ernannt unter der Bedingung, dass er die „borch to Sybergh bewoenen“ solle. Die Burg wurde wahrscheinlich im 16. oder Anfang des 17. Jahrhunderts aufgegeben. Heute noch erkennbar ist das Hauptgebäude, das von Burgmauern und zwei Türmen umgeben war.
Die Ruine der Burg ist als Baudenkmal der Stadt Dortmund eingetragen.

## Die Kirche auf dem Syberg

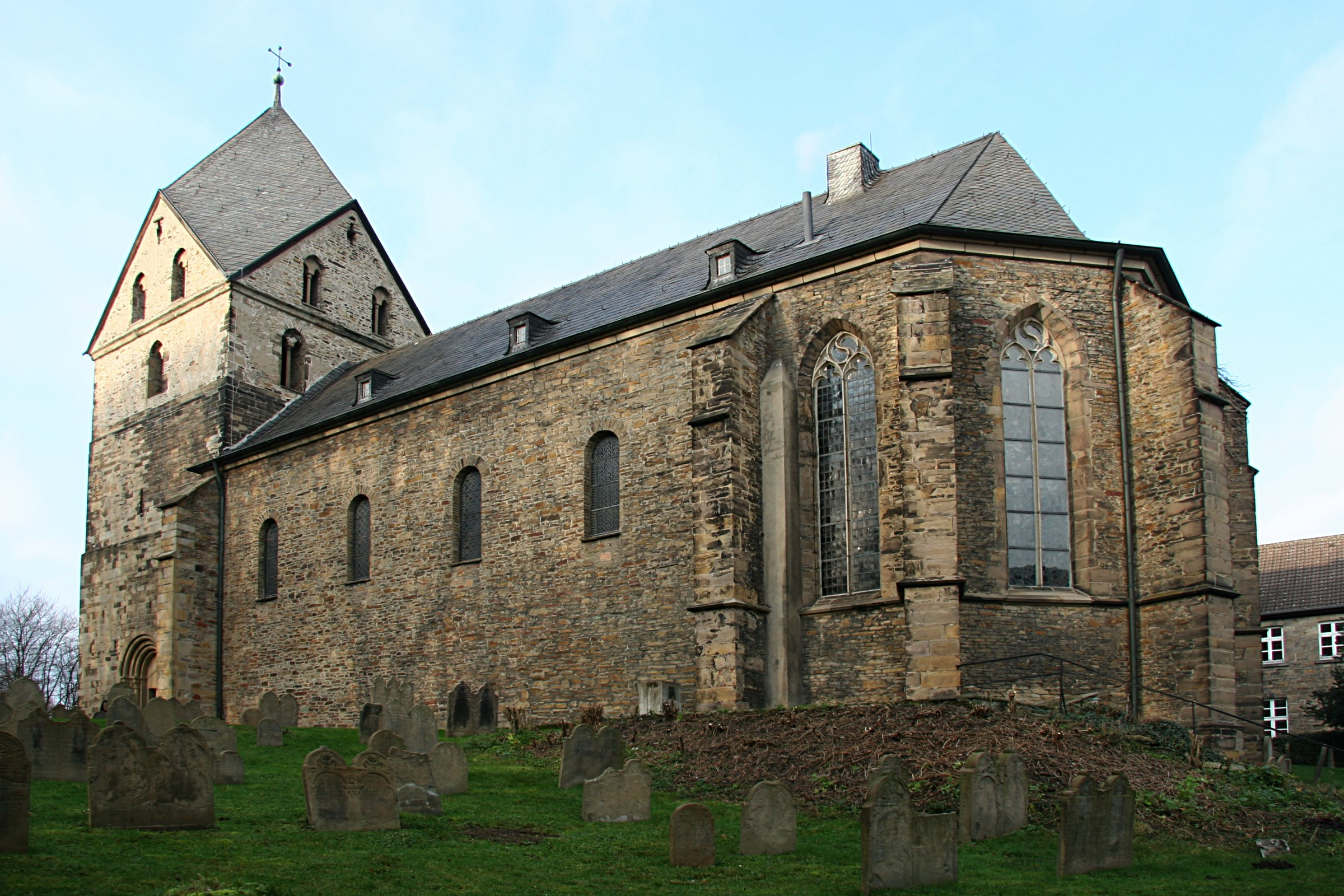
St. Peter zu Syburg

Nach Zerstörung der romanischen Kirche, deren Anfänge auf das Jahr 1169 datiert wurden, durch einen alliierten Luftangriff während des Zweiten Weltkrieges, bot sich den Archäologen die Möglichkeit, Ausgrabungen vorzunehmen und nach der urkundlich erwähnten karolingischen Kirche zu suchen. Bei diesen Ausgrabungen in den Jahren 1950, 1951 und noch einmal 1976 wurden tatsächlich Fundamentreste eines Vorgängerbaus entdeckt und anhand der Erwähnung in den Urkunden auf 776 datiert. Sicher ist zunächst aber nur, dass der Vorgängerbau älter ist als die romanische Kirche, denn fehlende Kleinfunde erschweren eine exakte Datierung. Aufgrund der Ausgrabungen von 1976 kann die Interpretation als karolingische Kirche nicht mehr aufrechterhalten werden. Erwähnenswert ist, dass die Ausgräber wegen der Reste brauner und schwarzer Irdenware den Bau entweder ins Frühmittelalter, genauer in die sächsisch-fränkische Zeit, oder aber in die vorgeschichtliche Zeit verweisen. Auch durch dendrochronologische Untersuchungen und C14 konnte das Alter des Gebäudes bisher nicht näher bestimmt werden. Eine Parallele zu dieser Grundrissform besitzt der quadratische Tempel von Uppsala in Südschweden, der wie die Anlage von Haltern bei germanischen Kulthandlungen Verwendung fand. Dieser Tempel war nicht aus Stein und Lehm gebaut, sondern aus Holz. Der Tempel von Uppsala gehört der nordischen Spätzeit an und wurde vermutlich im 10. Jahrhundert errichtet. Diese Parallele ist ein weiteres Indiz dafür, dass es sich bei dem Vorgängerbau der romanischen Peterskirche um ein germanisches Kultgebäude handelt.

## Der Petersbrunnen
Auf der Syburg soll Papst Leo III. bei seinem Besuch 799 einen Petersbrunnen geweiht haben. Eine solche Weihe lässt an ein christianisiertes früheres Quellenheiligtum denken. Die heute als Petersbrunnen bezeichnete Anlage mit ihrem aus dem Fels gehauenen Wasserbecken erhält ihr Wasser sekundär aus einem nebenliegenden Brunnen und kann so wohl nicht als die ursprüngliche Wallfahrtstation gelten. Die älteste Überlieferung stammt erst aus dem Jahre 1472. Nach anderen Quellen war neben dem Papst auch noch die gesamte Kurie anwesend.
Bereits 1887 wurde ein erstes von mittlerweile mehreren Steinbeilen entdeckt, die auf die Jungsteinzeit verweisen. Neben weiteren Funden aus dem Neolithikum wurden zeitlich anschließende bronzezeitliche Funde im Wannebachtal nördlich des Sybergs gemacht. Münzfunde bezeugen die Anwesenheit von Römern mindestens bis ins 3. Jahrhundert. Obwohl keine Funde von Germanen gemacht wurden, ist deren Existenz in der gesamten Umgebung gut belegt. Darüber hinaus ist ein Zusammenhang zwischen einem germanischen Kultgebäude und einer germanischen Kultstätte schlüssiger als der eines von Leo III. geweihten Brunnens ohne nahe gelegenen Kirchenbau. Der Petersbrunnen könnte somit bereits in der Spätantike Kultort gewesen sein, woraufhin dann später der dazugehörige Kultbau aus Stein errichtet wurde.
Der lutherische Pfarrer Johann Friedrich Möller aus Elsey bei Hohenlimburg verfasste 1804 die Schrift Ueber Hohensyburg, die altsächsische Festung, das nachmalige Schloss, dessen Trümmer und andere Alterthümer daselbst.
Der Petersbrunnen ist als Bodendenkmal in die Denkmalliste der Stadt Dortmund eingetragen.

## Sonstige Sehenswürdigkeiten

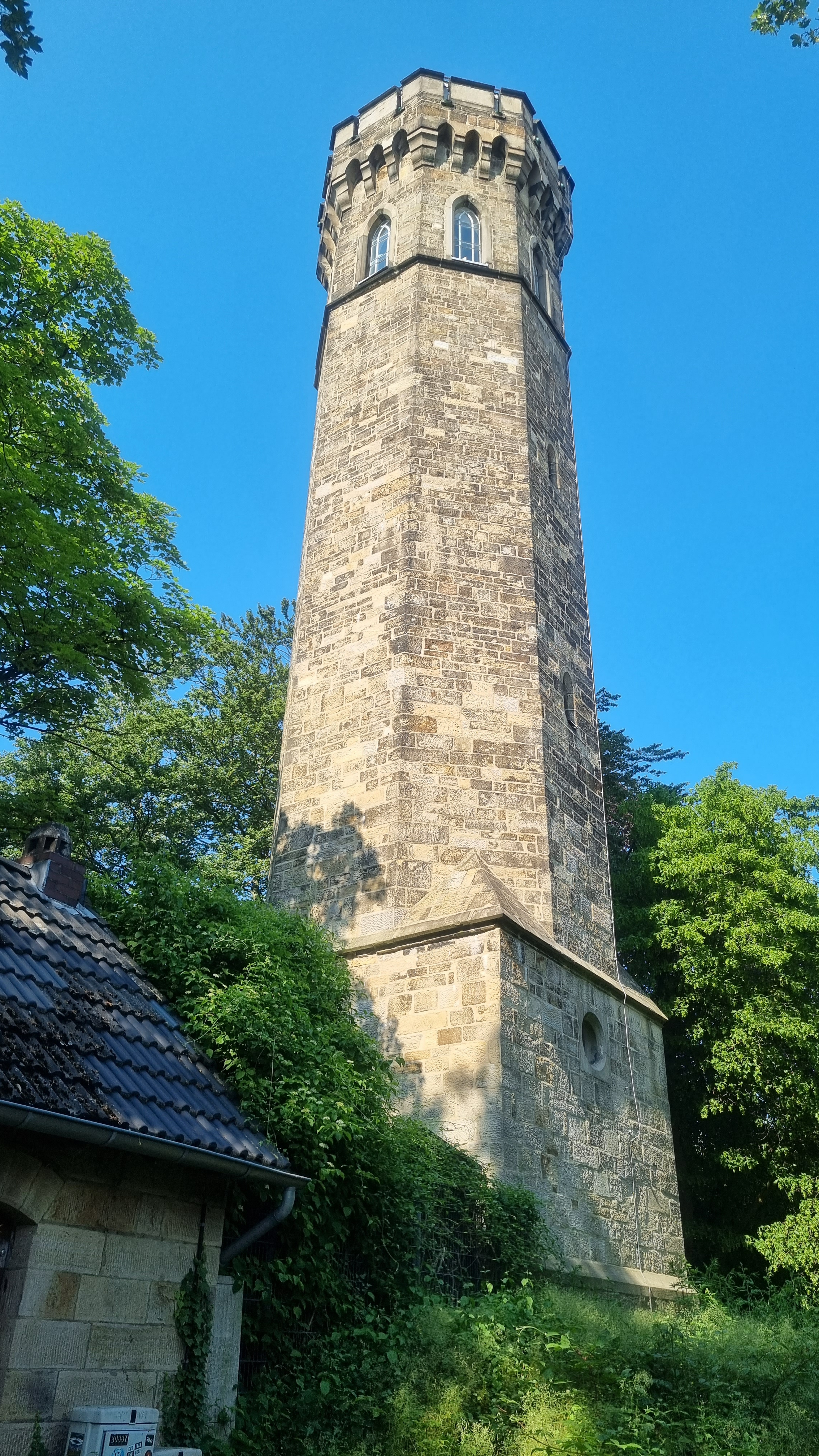
Der Vincketurm

### Kriegerdenkmal

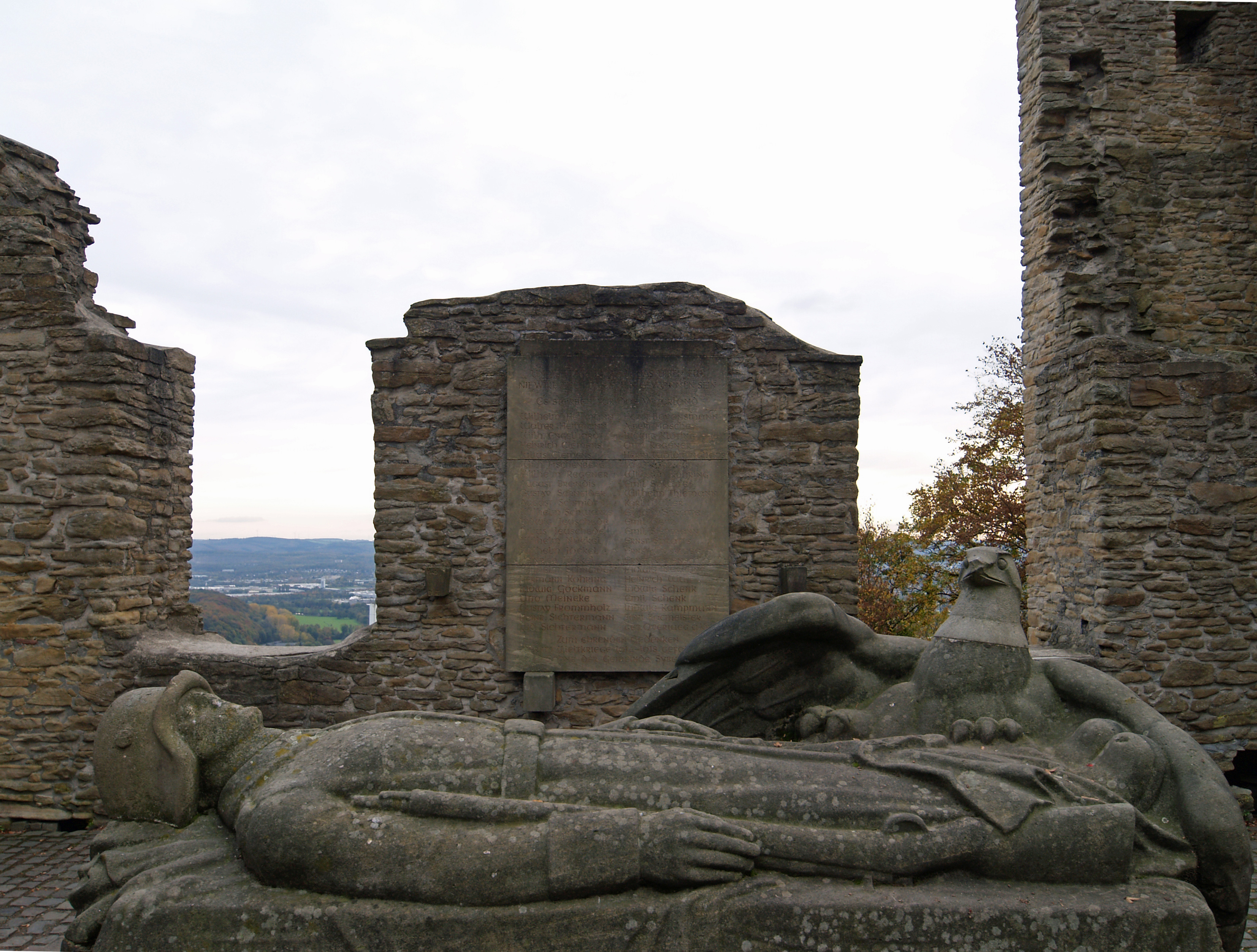
Das Kriegerdenkmal innerhalb der Burgruine

Innerhalb der Ruine befindet sich ein von dem Bildhauer Friedrich Bagdons um 1930 gestaltetes Kriegerdenkmal. Das Denkmal stellt einen liegenden gefallenen Soldaten in der Uniform eines deutschen Kriegsteilnehmers aus dem Ersten Weltkrieg dar. Auf Höhe seines linken Unterschenkels wacht ein augenscheinlich flügellahm wirkender Adler. In unmittelbarer Nähe zum Kriegerdenkmal befinden sich drei steinerne Tafeln, aufgestellt von der Syburger Gemeinde zum Angedenken an die Syburger Kriegsopfer aus dem Deutsch-französischen Krieg 1870/1871, dem Ersten Weltkrieg und dem Zweiten Weltkrieg.

### Kaiser-Wilhelm-Denkmal
Neben der Burgruine befindet sich auf dem Syberg das zur Erinnerung an Kaiser Wilhelm I. errichtete Denkmal mit ursprünglich vier Assistenzstandbildern. Das Denkmal wurde von 1893 bis 1902 erbaut und am 30. Juni 1902 der Öffentlichkeit übergeben. Es gehörte zu den Nationaldenkmälern des Deutschen Kaiserreiches. Die Architektur stammte von Hubert Stier, die Skulpturen von Adolf von Donndorf und seinem Sohn Karl Donndorf.
Die in Versalien in den steinernen Fuß des Kaiser-Wilhelm-Reiterstandbildes gehauene Inschrift lautet:
Kaiser Wilhelm dem Ersten

und seinen Helden

die dankbare

Grafschaft Mark
Das Denkmal wurde 1935 nach Plänen des Dortmunder Bildhauers Friedrich Bagdons vollständig umgebaut und im Stil der nationalsozialistischen Architektur neu gestaltet. Von den vier flankierenden Standbildern wurden die von Kronprinz Friedrich Wilhelm und von Prinz Friedrich Karl entfernt (beide von Karl Donndorf), die von Otto von Bismarck und von Helmuth von Moltke (beide von Adolf Donndorf) blieben in veränderter Anordnung erhalten. Auf einer nach 1945 entfernten Inschrift wurde der 16. März 1935 als Datum der Fertigstellung angegeben.
Das Kaiser-Wilhelm-Denkmal steht unter Denkmalschutz.

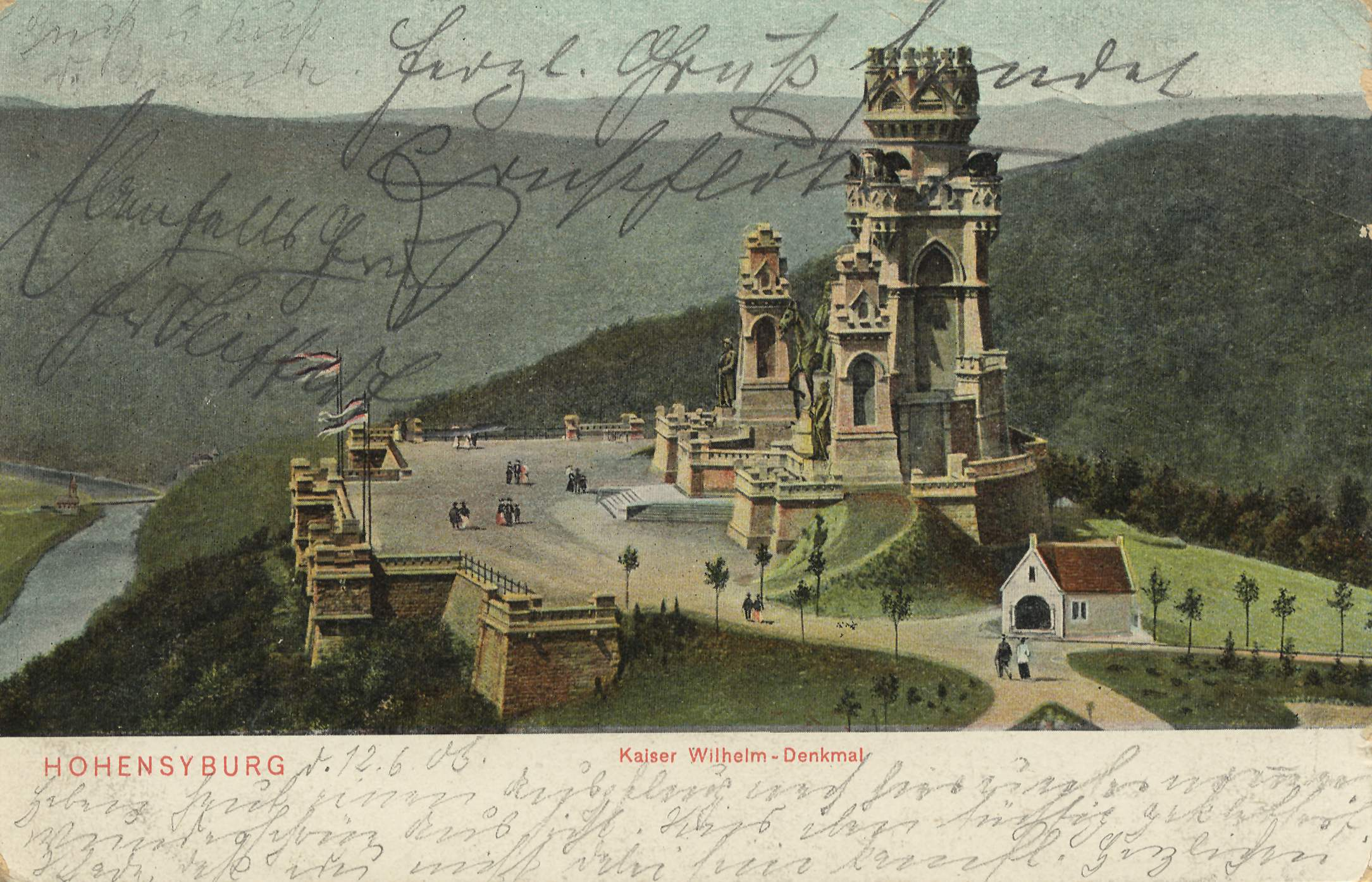
Kaiser-Wilhelm-Denkmal, Ansichtskarte um 1905
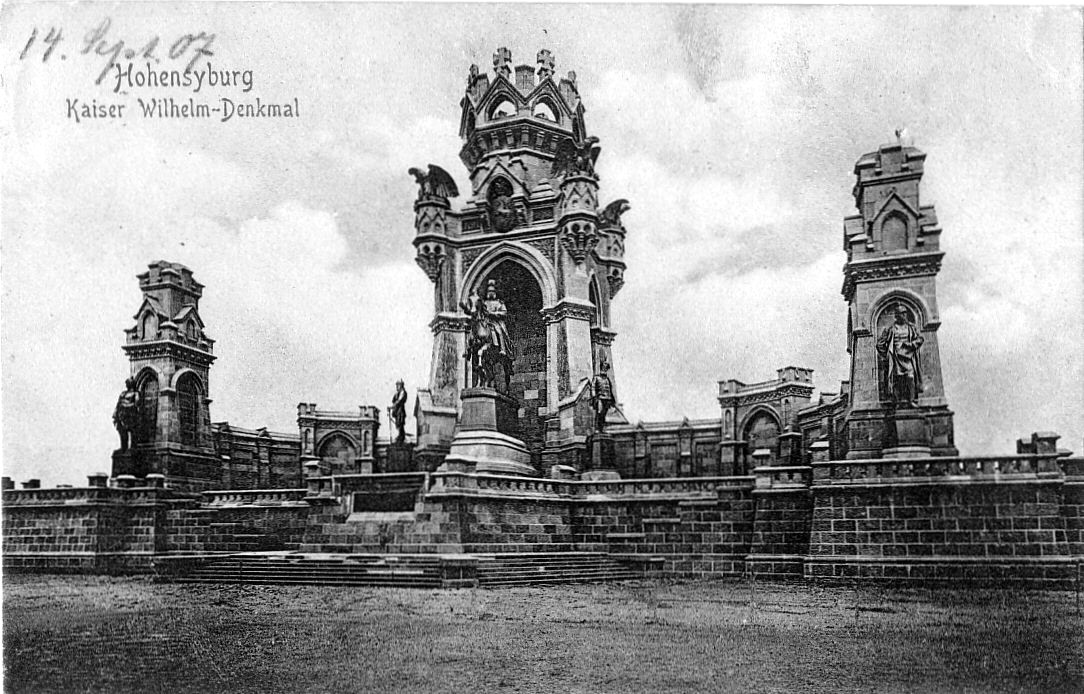
Kaiser-Wilhelm-Denkmal, Ansichtskarte um 1907
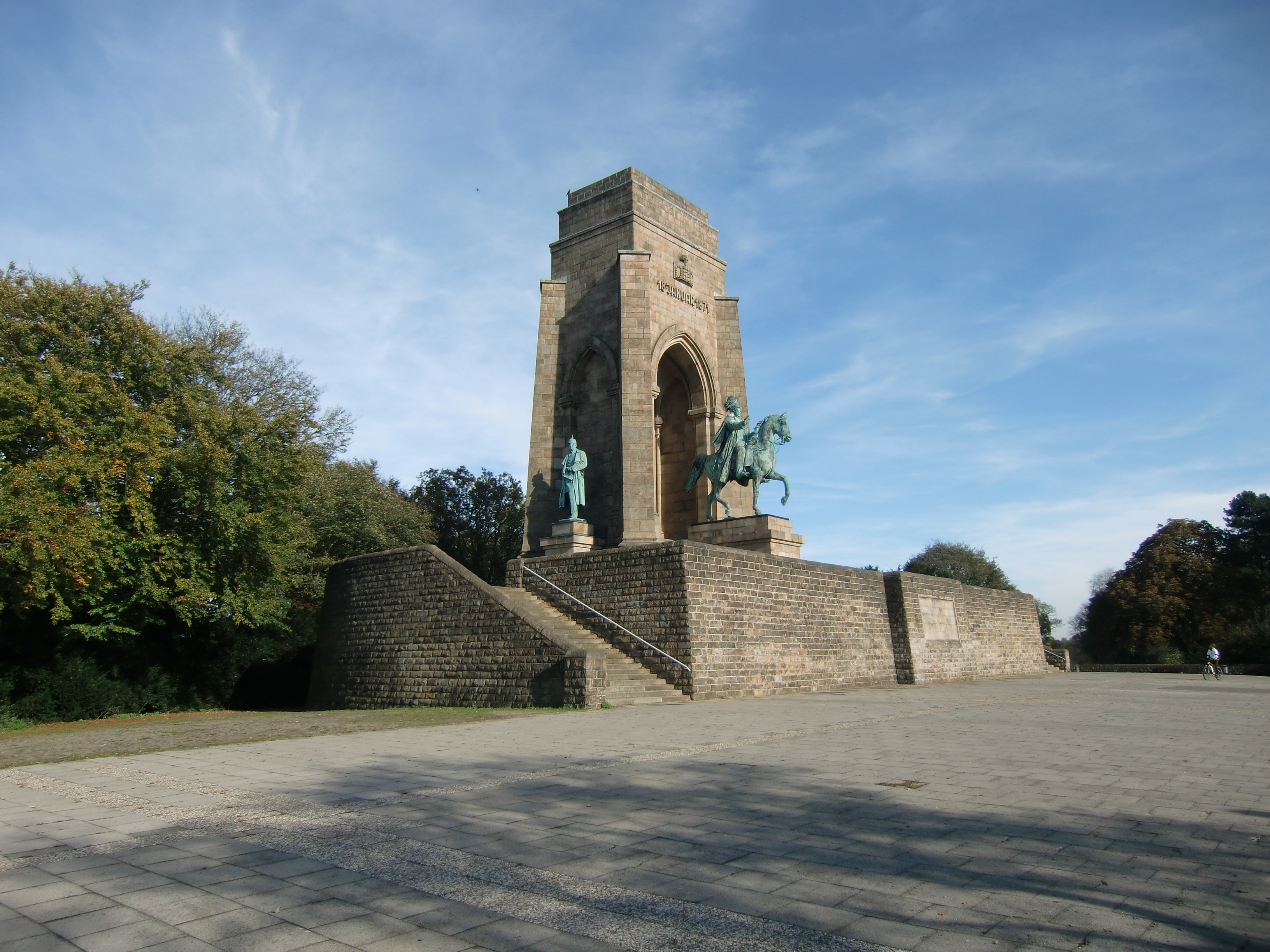
Kaiser-Wilhelm-Denkmal (2014)
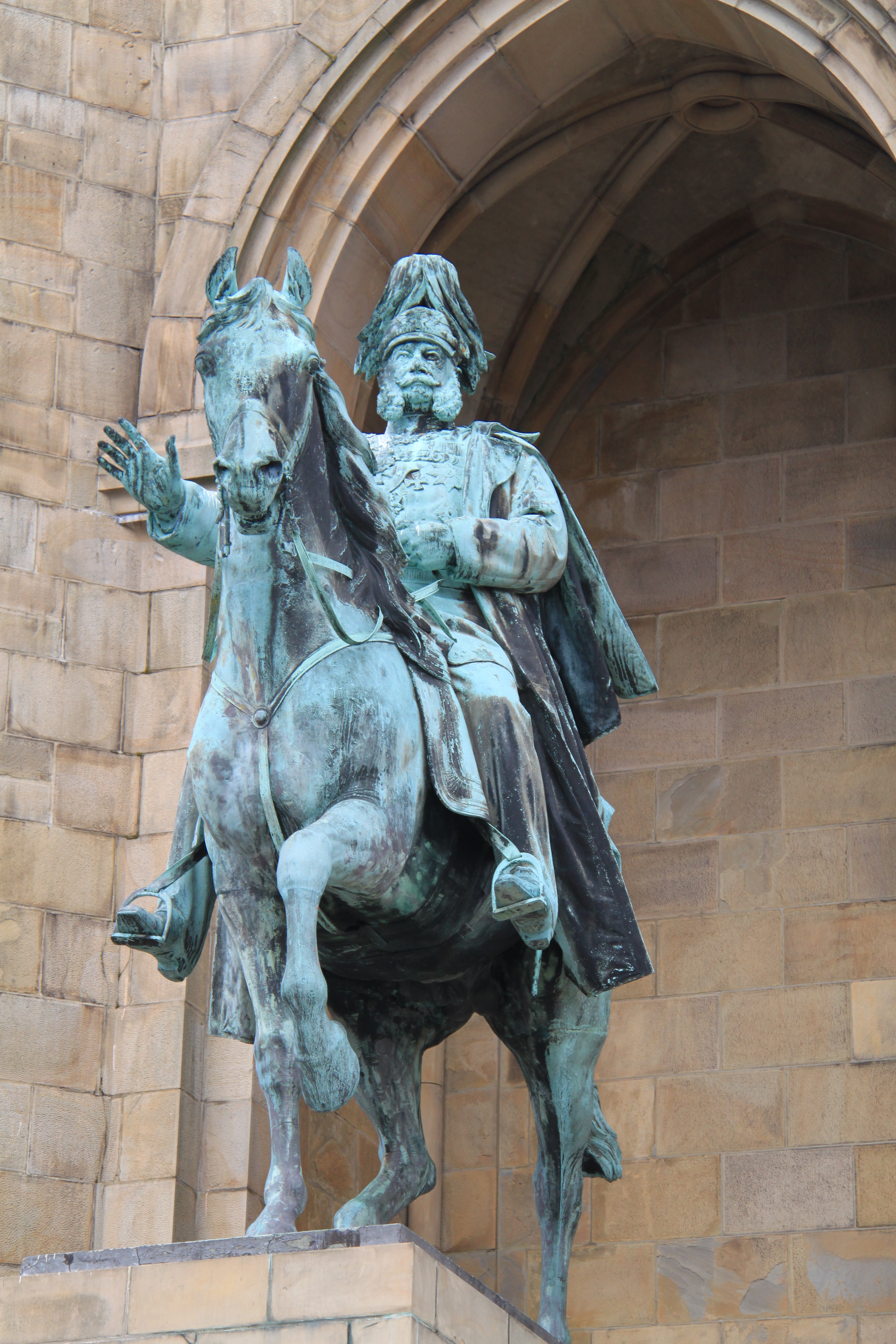
Kaiser-Wilhelm-Reiterstandbild
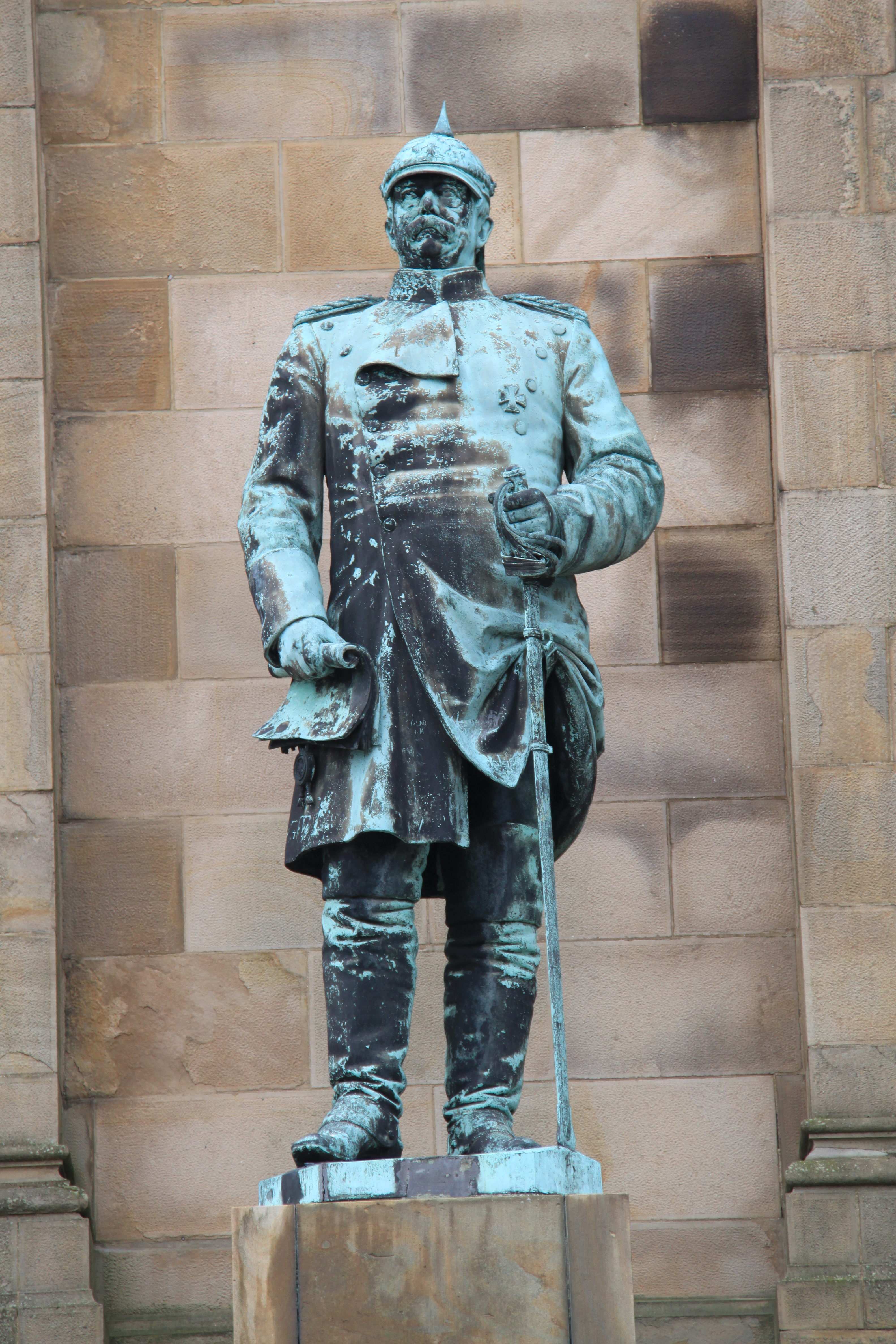
Bismarck-Standbild
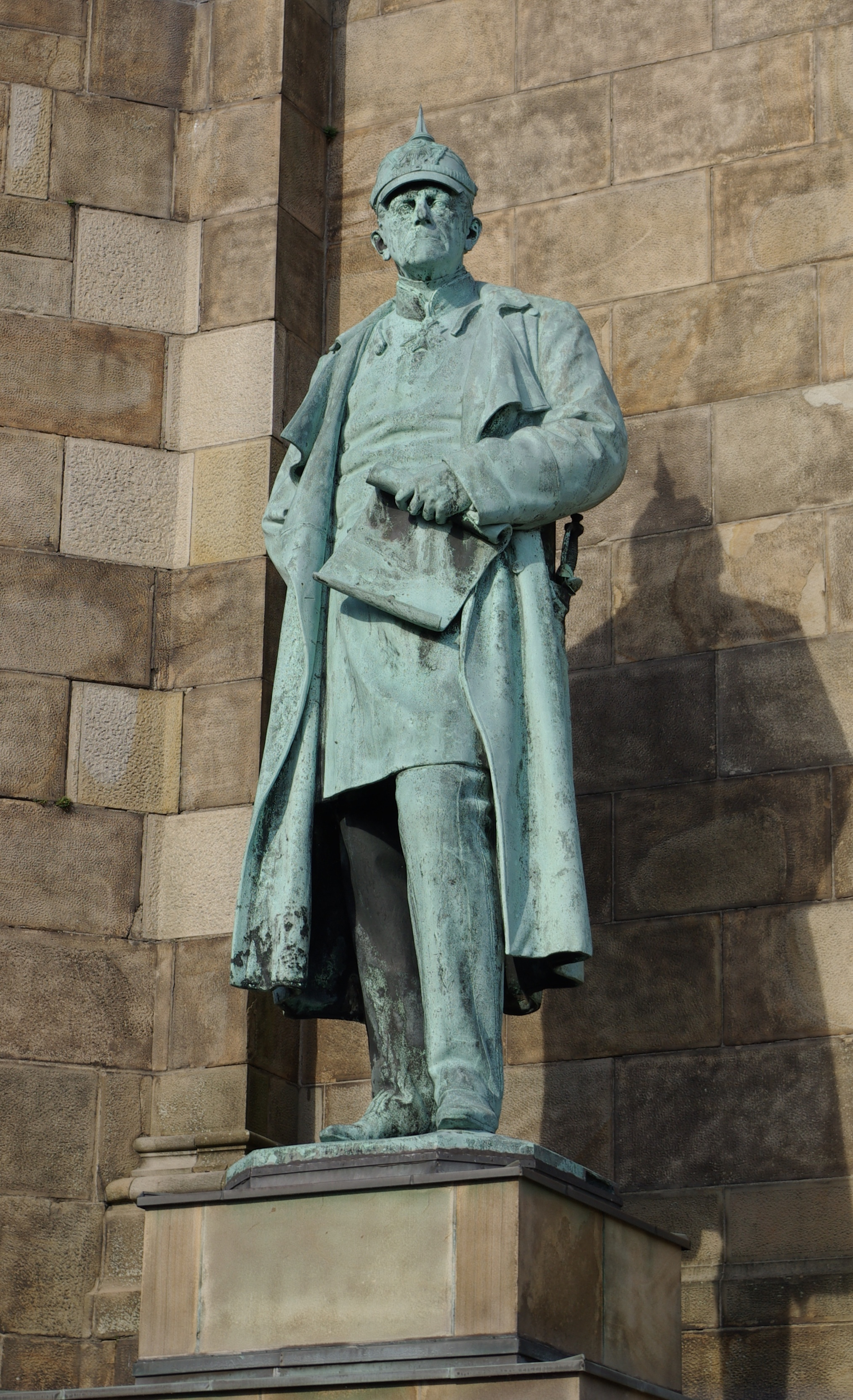
Moltke-Standbild

### Bergbahn

Die Bergbahn um 1908

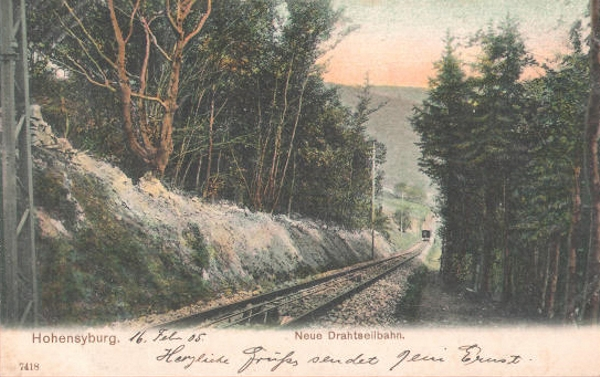
Die Bergbahn-Trasse auf einer Ansichtskarte, Februar 1905

1903 eröffnete eine von der Hörder Kreisbahn im Gegenverkehr betriebene Standseilbahn mit einer Streckenlänge von 487 Metern bei einem Höhenunterschied von 93 m ihren Betrieb. Zwei Schienenfahrzeuge wurden von zwei auf der Bergstation montierten Gleichstrom-Nebenschluss-Elektromotoren vom Typ AEG EG 800 angetrieben, wobei sich ein Fahrzeug bergauf, das andere Fahrzeug synchron bergab bewegte. Jedes Fahrzeug konnte bis zu 45 Personen bei einer maximalen Fahrgeschwindigkeit von 2 m/s befördern. In der Streckenmitte war eine Weiche installiert, eine sogenannte Abtsche Ausweiche. Die Talstation befand sich nahe „Haus Weitkamp“, die Bergstation an der Stelle des heutigen Casinos. Hersteller der gesamten Anlage war die Allgemeine Elektrizitätsgesellschaft Berlin. Ob der Fahrbetrieb nach dem Ersten Weltkrieg wieder aufgenommen wurde und wie lange er noch andauerte, ist unklar; eine Quelle berichtet von 1915 als Datum der Stilllegung, obwohl für die Anlage eine Konzession bis zum 14. Januar 1948 erteilt worden war. Der endgültige Abbau der Strecke wurde am 14. Februar 1923 durch den Kreistag zu Schwerte beschlossen. Heute ist eine steinerne Brücke unterhalb der Ausweichstelle als sichtbares Überbleibsel der Bergbahn erhalten.
Die Bergbahn ist als Bodendenkmal in die Denkmalliste der Stadt Dortmund eingetragen.

## Veranstaltungen

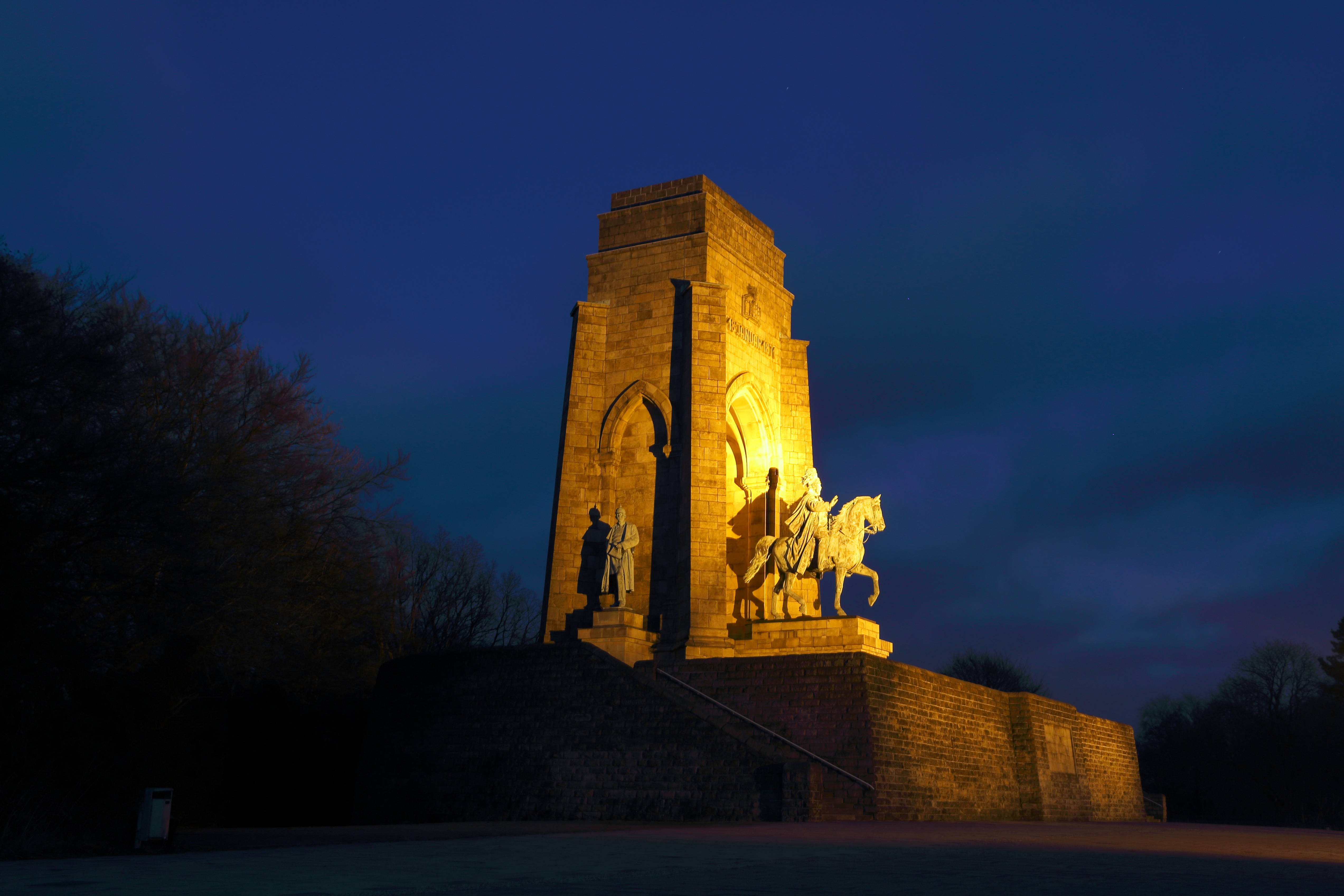
Nachts angestrahltes Kaiser-Wilhelm-Denkmal (2013)

- Zu Ostern gibt es einen Mittelaltermarkt.[9]
- Von 1995 bis 2010 fand jährlich am 30. April das Musikfestival Rock in den Ruinen auf dem Wiesengelände unterhalb der Ruinen statt. Im Jahr 2011 wechselte das Festival den Spielort zur ehemaligen Phoenixhütte in Hörde.
- Bis 2014 fand zu Pfingsten die sogenannte Pfingstkirmes statt.[10]